# Chantrea
La Chantrea (en euskera y oficialmente: Txantrea) es un barrio de Pamplona (Navarra, España) situado al norte de la ciudad. Limita al norte con el barrio de Ezcaba, al sur con el barrio de la Magdalena, al este con Burlada y al oeste con Ansoáin y Rochapea.
Este barrio, hoy conocido por su carácter popular y reivindicativo,[cita requerida] fue promovido por el Patronato Francisco Franco. En su primera fase la mano de obra la aportaron los que después serían los inquilinos.

## Toponimia
El barrio y la zona en que se ubica tuvo en la Edad Media distintos nombres, todos ellos de origen vasco, entre los que se encuentran Urrutia ("parte al otro lado del río", 1255) o Kaskalleta ("lugar de abundancia de cascajos", 1291), entre otros, aunque principalmente se utilizaba el nombre Magdalena, hoy en día restringido únicamente a la zona más cercana al río.
El nombre Txantrea se compone de las voces vascas txantre o xantre, préstamo que procede del francés chantre y sirve para designar a la persona que dirige el coro de una catedral, en este caso la de Pamplona, y el artículo -a. Esta denominación popular surgió ya que el chantre poseía muchas tierras en esta zona de la ciudad, especialmente viñas. Originalmente la pronunciación era Txandrea, típica de la variedad de euskera propia de Pamplona. La voz txantre no es atípica en toponimia vasca, ya que se puede encontrar en otros nombres como Txantrelarre en Huarte Araquil, Txantresoroak en Echauri, Txandrenea en Aranaz y Hernani o Txantrerena en Bera e Irun, entre otros.
Dada la inexistencia de normas ortográficas para la lengua vasca hasta mediados del siglo XX, el topónimo se escribió hasta entonces con la grafía Chantrea, propia de la lengua castellana y con idéntica pronunciación. Tras la fijación de dichas normas ortográficas, donde el sonido /tʃ/ se transcribía -tx-, la única forma válida en euskera para escribir este topónimo fue y es Txantrea.
Desde 1992, el único nombre oficial del barrio es Txantrea, aprobado por el Gobierno de Navarra. Pese a ello, el Ayuntamiento de Pamplona siguió utilizando la forma Chantrea, en contra del uso mayoritario y popular de los habitantes del barrio, que usaban la forma Txantrea. En 2017, el ayuntamiento aprobó una resolución motivada por varias demandas vecinales para fijar únicamente la forma Txantrea, a pesar de que técnicamente esto ya era así desde 1992.

## Situación
El barrio de la Chantrea está situado al norte del casco antiguo de Pamplona, entre el río Arga, que forma diversos meandros dando origen a las huertas de Aranzadi y Magdalena, y la falda meriodinal del monte Ezcaba, donde se asienta el barrio de Ezcaba.. El barrio incluye también la zona del Beloso bajo, en la margen izquierda del Arga.

## Datos Demográficos
La Chantrea tenía una población de 19.990 en habitantes en 2013.

## Historia

### Construcción
La fuerte emigración (conocida como éxodo rural) hacia las zonas urbanas acarreó una falta importante de viviendas, que llevó al entonces Ministerio de la Vivienda a adoptar medidas especiales. Entre éstas se encontraría la de proporcionar mediante patronatos la creación de zonas que amortiguasen esta demanda, así como el creciente descontento social.
El barrio de La Chantrea fue construido en los años 1950 del siglo XX por el Patronato Francisco Franco. En su primera fase la mano de obra la aportaron los que después serían los inquilinos y el Patronato estimó el precio de las viviendas adjudicadas en un total de 47.840 pesetas de cuyo importe descontó la mano de obra aportada por los trabajadores, estimada en 13.840 pesetas según presupuesto del Instituto Nacional de la Vivienda y correspondiente al 31% de las 44.000 pesetas fijadas por este organismo. Se fijó una amortización mensual de 95 pesetas durante 20 años con una cuota adicional de 3,98 pesetas revisable en previsión de futuras variaciones por “diversos conceptos”.
Los beneficiarios comenzaron a tomar posesión de su vivienda el 18 de julio de 1952 según cláusulas establecidas por el mencionado patronato.
Disponían estas viviendas de un pequeño huerto y una bajera destinada a gallinero.
Esta primera fase compuesta por unas 300 viviendas, tenía unos locales destinados al Frente de Juventudes, Hogar del Productor, la denominada Casa Cunas o lo que ahora llamaríamos guardería, además de farmacia, pescadería, carnicería y otras pequeñas tiendas de alimentación, mercería etc. Se construyó la parroquia de San José y su centro parroquial con sala de cine y despacho parroquial, escuela de las Madres Salesianas y casa parroquial.

### Crecimiento del barrio
Tras terminar el núcleo antiguo en respuesta a la demanda se ampliaron varias calles y comenzarían las obras de las Orvinas y la Cooperativa Santa Teresa, así hasta ir alcanzando el barrio su aspecto actual.
El crecimiento de población obligó a construir una nueva parroquia (parroquia de Santiago). Dicha parroquia conoció un importante impulso en su vida social creando bajo la dirección de su párroco Joaquín Madurga, entre diversas actividades, la Coral de Santiago, quien tuvo su primera actuación multitudinaria en la procesión a San Fermín de 1977, con su famosa "Jota ofrenda a San Fermín" y que hoy en día a pesar de estar disuelta, se reúne todos los 7 de julio para cantar al santo.
La plaza Ezkaba, surgida de estas edificaciones, tendrá gran relevancia en la vida social de este barrio. Simultáneamente, se ve la necesidad de crear una nueva parroquia y, por decreto arzobispal, se crea la nueva parroquia de San Cristóbal que se caracterizaría por el compromiso con las luchas de la clase obrera y el deseo de promoción cultural del barrio.

### Orvinas
Las Orvinas (término procedente de Organización de Viviendas de Navarra) fueron construcciones de edificios que se hicieron por pequeñas agrupaciones.
Para el año 1968 se ve terminada la 1.ª agrupación de Orvina. En el año 1970, en un solar que era ocupado por dos casas de labradores y el convento de San Antonio, se comienza a construir la 2.ª Agrupación Orvina, con un estilo de altos edificios o torres. Por aquel entonces 1.200 familias ya habían comprado los edificios en construcción. En 1972 comienza a construirse la 3.ª Agrupación Orvina, que se concluye en 1974, con un estilo de viviendas similar al de la 2.ª. Los edificios fueron innovadores porque fueron construidos con una fachada de paneles de hormigón prefabricado con cámara y aislamiento de poliuretano.

### Transición
En 1974 el Ayuntamiento aprobó el Plan de Alemanes para la construcción de 1.170 viviendas, que no reunía las mínimas condiciones de respeto al entorno y equipamiento social. Tuvo variadas versiones como una exposición, asamblea, recogida de firmas, fiestas reivindicativas. Se retrasó hasta su final aprobación en 1994.
Con la muerte reciente de Franco y en un panorama sociopolítico incierto y un movimiento obrero en auge, las reivindicaciones giraban en torno a demandas vecinales, a protestas laborales y también a reivindicaciones políticas.
Fue en esta época cuando tuvieron un importante papel las Asociaciones de Vecinos.
Las Asociaciones de Vecinos surgieron en la década de 1970 y actuaban en la clandestinidad. Estaban formadas por miembros de distintos partidos y asociaciones de izquierda y su actividad giraba en torno a los problemas sociales y laborales de la época.
En 1975 se constituye la Asociación de Vecinos de Chantrea, que tuvo que sortear numerosos obstáculos hasta lograr su legalización.
Las Asociaciones de Vecinos se extendieron por todos los barrios de Pamplona y comenzaron a coordinarse entre sí.
A mediados de la década de 1980, surge la Asociación de Vecinos Ezkaba, a pesar de que ya hacía años que la Asociación de Padres García Galdeano asumía la dinamización social de Orvina.

## Un barrio"conflictivo"
Durante la década de 1980 los conflictos políticos existentes llevaron al barrio a ser considerado barrio conflictivo. Eran habituales las manifestaciones, los enfrentamientos con la policía, las barricadas, las detenciones y encarcelaciones. Por ello, el grupo de rock Barricada dedicó al barrio una canción titulada "Barrio Conflictivo".[cita requerida]

## Medios de comunicación

### Prensa escrita
En el barrio se publica desde 1998 la revista Txantrean Auzolan.

## Resultados electorales
Elecciones municipales de 1995:
| Candidatura | Votos | % |
| ----------- | ----- | - |
| PSN         | 2.363 |   |
| UPN         | 1.964 |   |
| HB          | 1.862 |   |
| IU          | 1.710 |   |
| CDN         | 1.483 |   |
| Batzarre    | 638   |   |
| EA          | 336   |   |
| Otros       | -     |   |

Elecciones municipales de 1999:
| Candidatura | Votos | % |
| ----------- | ----- | - |
| EH          | 2.961 |   |
| UPN         | 2.600 |   |
| PSN         | 2014  |   |
| IUN-NEB     | 928   |   |
| CDN         | 794   |   |
| EA-PNV      | 300   |   |
| Otros       | -     |   |

Elecciones municipales de 2007:
| Candidatura | Votos  | %    |
| ----------- | ------ | ---- |
| NaBai       | 3.284  | 31,8 |
| UPN         | 2.851  | 27,6 |
| PSN         | 2.000  | 19,4 |
| EAE-ANV     | 1.320  | 12,8 |
| IUN-NEB     | 538    | 5,2  |
| Otros       | 319    | 3,1  |
| Suma        | 10.312 | 100  |

Elecciones al Parlamento de Navarra de 2015:
| Candidatura       | Votos  | %     |
| ----------------- | ------ | ----- |
| EH Bildu          | 2.360  | 22,95 |
| G-Bai             | 1.987  | 19,33 |
| UPN               | 1.713  | 17,19 |
| Podemos-Ahal Dugu | 1.320  | 16,66 |
| PSN               | 1.174  | 11,42 |
| I-E               | 455    | 4,43  |
| Otros             |        | 6,97  |
| Suma              | 10.366 | 100   |

## Comunicaciones
Líneas del Transporte Urbano Comarcal que comunican el barrio de la Chantrea con el resto de la ciudad y la Cuenca de Pamplona.
| Eskualdeko Hiri Garraioa/Transporte Urbano Comarcal |                                                  |                                                  |
| Inicio                                              | Línea                                            | Fin                                              |
| Hirigunea/Centro                                    | 3                                                | Antsoain                                         |
| Orvina 3                                            | 5                                                | Universidad de Navarra                           |
| Atarrabia/Villava                                   | 7                                                | Barañáin                                         |
| Ezkaba                                              | 11                                               | Galaria - Mutiloa Industrialdea                  |
| Hirigunea/Centro                                    | 21                                               | Antsoain                                         |
| Hirigunea/Centro                                    | N7                                               | Hirigunea/Centro                                 |
| Taxi Iruñerria                                      |                                                  |                                                  |
| Zona                                                | A                                                | A                                                |
| Estaciones                                          | San Kristobal kalea, 36/Calle San Cristobal nº36 | San Kristobal kalea, 36/Calle San Cristobal nº36 |